# Montreal Wanderers

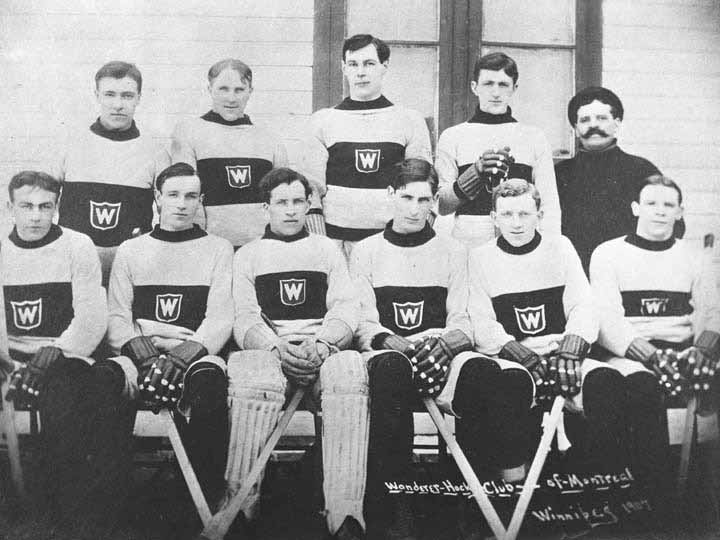
Montreal Wanderers 1907. Moose Johnson och Hod Stuart står som tvåa respektive trea från vänster i översta raden. Riley Hern, Lester Patrick, Ernie Russell och Pud Glass sitter som trea, fyra, femma och sexa från vänster i främre raden.

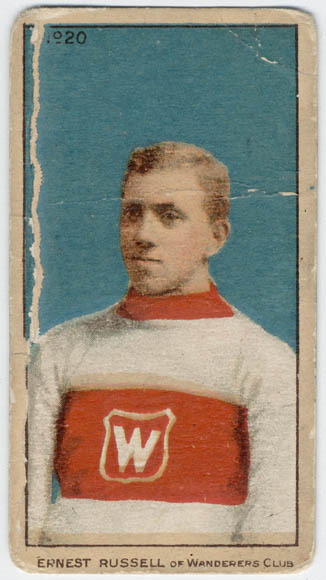
Montreal Wanderers Ernie Russell.

Montreal Wanderers var ett professionellt ishockeylag från Montréal, Québec, som spelade i FAHL, ECAHA, ECHA, NHA och NHL åren 1903–1918.

## Historia
Montreal Wanderers spelade i NHL under ligans första säsong 1917–18. Laget spelade sex matcher och förlorade fem av dem innan deras arena brann upp och laget drog sig ur NHL. Innan NHL startade vann klubben fyra Stanley Cup åren 1906, 1907, 1908 och 1910.
Wanderers, vars klubbfärger var rött och vitt, grundades den 3 december 1903. Klubben spelade i Federal Amateur Hockey League, FAHL, från 1903 till 1905. Åren 1906–1909 spelade Wanderers i Eastern Canada Amateur Hockey Association och Eastern Canada Hockey Association. Under tidsperioden 1910–1917 var klubben en del av ligan National Hockey Association, NHA, som 1917 omvandlades till NHL.
Många berömda spelare representerade Wanderers, bland dem Art Ross, Lester Patrick, Ernie "Moose" Johnson, Harry Hyland, Ernie Russell, Sprague Cleghorn, Harry Cameron, Joe Hall, Jack Marshall samt bröderna Hod och Bruce Stuart.